# Samuel z Hrádku a Valečova
Samuel z Hrádku a Valečova (?–28. ledna 1488) byl přední staropražský měšťan. V roce 1463 byl povýšen do rytířského stavu. Mezi lety 1464–1467 zastával funkci hofrychtéře. Od roku 1468 zastával po svém švagrovi Vaňkovi Valečovském z Kněžmostu do roku 1485 úřad zemského podkomořího.

## Otec Jan Velvar
O otci Janovi přezdívaném Velvar v historických pramenech před rokem 1428 informace nelze nalézt. Během roku 1428 se objevil jako vlastník nemovitosti v pražské Týnské uličce. O jeho mládí a studiích se nedochovaly žádné informace. O jeho univerzitním vzdělání však svědčí skutečnost, kdy jako obratný řečník později diskutoval s diplomaty a učenci své doby. Ve známých pramenech však není ve spojitosti s jeho jménem uváděn akademický titul. Je však pravděpodobné jeho studium na pražské univerzitě. Po studiích se vrátil do Velvar jako správce městské školy.
Neúčastnil se prvních událostí husitské revoluce, ale byl připomínán v letech 1427–1429 jako schopný pražský konšel a poté jako první purkmistr městské rady na Starém Městě. Pravděpodobně s ohledem na své vzdělání a kontakty se v následujících letech dostal mezi přední husitské představitele jako byl například Jan Rokycana nebo Petr Payne. Patřil ke členům delegace vyslané na koncil do Basileje. Po ukončení husitských válek se účastnil vedle Jana Rokycany také jednání se Zikmundem Lucemburským a zasloužil se o dohodu mezi oběma stranami. Politika nového českého krále Zikmunda Lucemburského však zbavila vlivu skupinu kolem Jana Rokycany a tedy i Jana Velvara. Během dalších politických událostí předcházejících korunovaci Albrechta II. Habsburského byl v lednu 1438 společně s dalšími představiteli pražského středu husitského hnutí (například Václavem Hedvikou, Matějem Smolařem, Mikulášem Kněževeským atd.) zajat zástupci umírněné husitské opozice a odvezen s ostatními do „exilu“ na Karlštejn. Zda mu byl zabaven jeho majetek nelze přesně doložit. Patřil mezi přední obhájce basilejských kompaktát, ale zároveň získal od počátku husitské revoluce značné majetky. Lze zmínit poplužní dvůr nedaleko Velvar. V roce 1428 koupil dům v pražské Týnské ulici. V roce 1432 se stal poručníkem majetku Mikeše z Milena a po jeho smrti získal další nemovitost. Obdobně přišel i k dalšímu majetku. Do Prahy se vrátil po získání města Jiřím z Poděbrad. Během roku 1450 byl opět pražským radním. V poslední vůli ze dne 25.  září 1451 odkázal většinu svého  majetku (dům v Týnské uličce, Helmovský dům Na louži a mlýny na Poříčí, dům U vrše v Celetné ulici) jedinému synovi a Samuel Velvar se tak stal jedním z předních staropražských zámožných měšťanů.

## Syn Samuel Velvar

### Politické pozadí
V období po husitských válkách nastaly změny v mocenských pozicích české feudální společnosti. V pohusitském českém zemském sněmu byly rovnocennými partnery při jednání vyšší šlechta, rytířstvo a zástupci královských měst již bez duchovenstva. Vladycký stav sice procházel před rokem 1420 krizí, ale již kolem roku 1450 se mezi osmi nejbohatšími šlechtickými rody objevily čtyři rody patřící k vladyckému stavu. Tato situace se projevila také zvýšenými politickými ambicemi nižší šlechty.

### Mládí a svatba
V historických pramenech nelze o dětství Samuela Velvara dohledat bližší informace. Otec a jeho manželka Barbora přišli do Prahy z Velvar a je možné, že Samuel a jeho sestra Marta již byli narozeni. Není známo, který ze sourozenců byl starší. Informace o životě rodiny po zajetí otce, který žil jedenáct let mimo domov, se nedochovaly. Manželka s dětmi se mohla starat o nezkonfiskovaný pražský majetek. Snad žili po otcově propuštění s ním.
Datum svatby Samuela Velvara a Ofky sestry Vaňka Valečovského z Kněžmostu není také známo. Je možné, že se stali manželi ještě za života otce Jana Velvara, který zasedal ve staroměstské radě spolu s Vaňkem Valečovským do roku 1451. Sestra Ofky Kateřina se provdala za Jana Rozvodu, známého také jako Jan nebo Rameš z Hrádku. Samuel Velvar po Ramešově smrti získal hrad Hrádek a začal tento název používat jako přídomek.

### Tituly a majetky
Na základě dochované závěti otce z roku 1451 je další činnost Samuela Velvara již zdokumentována. Švagr Vít Krajčí, manžel Marty nebyl s minimálním dědictvím po tchánovi spokojen. Spor mezi švagry vyřešili konšelé za přítomnosti Jiřího z Poděbrad ve prospěch Samuela Velvara, který byl ve stejném roce zmiňován v šestipanském úřadě (1451–1455). Následně byl Jiřím z Poděbrad dne 7. prosince 1452 jmenován konšelem ve staroměstské radě.
Za vlády českého krále Ladislava I. českého byl Samuel Velvar jmenován purkmistrem a tuto funkci zastával od 3. listopadu 1453 do 6. listopadu 1455. Od konce roku 1456 působil nadále v této funkci do počátku roku 1475.
Po zvolení Jiřího z Poděbrad českým králem patřil mezi konšely nové rady koncem roku 1458 i jeho podporovatel Samuel Velvar, ale již jako Samuel Velvar z Hrádku. Což dokazuje listina ze dne 13. listopadu 1458, kterou konšelé udělili staroměstským cechům malířů a sklenářů řadu výhod. Ve stejném roce koupil Včelní Hrádek, jehož předcházejícím majitelem byl švagr a podkomoří Vaněk Valečovský.
V březnu roku 1463 byl jmenován správcem Jiřím z Poděbrad do staroměstské rady již jako „Samuel z Hrádku a z Walečowa, též z Chlumce, rytíř, první purkmistr “. V roce 1467 je jmenován jako „...  purkmistr Staroměstský Samuele z Walečova…“ V této době se již psal jako Samuel z Valečova, přestože poručnictví nad synem Vaňka z Valečova Viktorinem  získal až po jeho smrti. Tuto skutečnost lze vysvětlit snad tím, že jeho žena Ofka měla právo na podíl rodového sídla Valečova. Další možností je, Vaněk Valečovský se svým švagrem uzavřel dědický spolek, a proto se mohl psát s přídomkem z Valečova.
V roce 1463 byl povýšen do rytířského stavu. Mezi lety 1467–1470 pracoval v královské kanceláři a patřil k blízkým spolupracovníkům krále Jiřího z Poděbrad. Rozšířil také své majetky. V roce 1461 koupil tvrz Chlumec, městečko Starý Chlumec a několik vesnic a v roce 1463 ještě vinice na Kostnickém vrchu nedaleko Prahy.
V roce 1468 v průběhu Česko-uherských válek byl jmenován zemským podkomořím. Jeho zapojení ve válečném konfliktu lze doložit veršovaným zápisem ve Starých letopisech českých. Je zde jmenován společně s pány jako například Zdeněk Kostka z Postupic nebo Burian Trčka z Lípy, kteří vždy stáli věrně „po boku“ svého krále Jiřího z Poděbrad. Po jeho smrti byl nadále členem královské rady a podle dochovaných záznamů se účastnil i korunovace nového českého krále Vladislava Jagellonského. Záhy po zvolení nového krále je připomínán jako přísedící na komorním soudu.

### Ve službě Vladislava Jagellonského
V historických dokumentech lze nalézt řadu zápisů o práci zemského podkomořího. Kromě této funkce byl v roce 1473 stále purkmistrem na Starém Městě pražském a místokancléřem. Několikrát je také připomínán u komorního soudu jako účastník sporu. V rámci konfliktu mezi Matyášem Korvínem a králem Vladislavem Jagellonským byl zmiňován 1. září 1474 jako relátor na listině, která dokazovala královu přítomnost v Kutné Hoře. Lze se domnívat, že zemský podkomoří následoval krále s armádou. Jako důkaz lze považovat také listinu ze 13. září 1474 z ležení u Slavětína, kde je zmiňován opět jako relátor. Během tohoto období začal rytíř z Hrádku svého postavení podle dobových svědectví zneužívat. Zajímal ho především zisk a úřady, které vykonával, používal ve svůj prospěch. Další konšelé jeho způsoby napodobovali. Král pod tlakem měšťanů radikálně zasáhl a konšelé zaplatili pokutu. Rytíř z Hrádku a Valečova před hněvem krále odjel na své panství a jeho úřad zemského komořího mu zůstal. Dne 18. dubna 1877 potvrdil král Starému Městu pražskému nový městský znak a relátorem této listiny byl opět podkomoří Samuel z Hrádku a Valečova, který pokračoval ve své funkci i politice.
V létě 1478 šlechtičtí utrakvisté (Jan z Janovic a z Petršpurka, nejvyšší purkrabí pražský, Jan Tovačovský z Cimburka a na Boleslavi, sudí Království českého a hejtman Boleslavského kraje, Samuel z Hrádku a Valečova, podkomoří Království českého) uspořádali v Praze kališnický sjezd na řešení problémů (např. volba arcibiskupa nebo dodržování kompaktát). Z doložených pramenů lze říci, že pro kališnickou stranu byl Samuel z Hrádku a Valečova významným pomocníkem.
V roce 1482 koupil rozsáhlé velišské panství s řadou vsí a městem Jičínem. V roce 1483 se zúčastnil sněmu, který měl řešit náboženské problémy, nikoliv jako člen delegace vedené Ctiborem Tovačovským z Cimburka, ale ještě jako důvěrník krále. V roce 1486 (asi mezi 16. únorem a 8. dubnem) byl králem z úřadu podkomořího sesazen na základě změn, které byly součástí Kutnohorského sněmu (1485). Skončilo tak nejen jeho politické působení, ale zároveň měšťané ze Starého Města přišli o privilegium vykonávat úřad podkomořího.

### Poslední léta života
Během posledních let svého života je připomínán na komorním soudu, nejen jako přísedící, ale několikrát také jako obžalovaný. Například se s ním soudil Jan Vlašimský z Cimburka pro dluhy a škody, které mu způsobil. Také Zeman Gerunk z Lomu požadoval navrácení majetku, který měla od sedmdesátých let 15. století v držení manželka jeho strýce. Staroměstští konšelé Jan z Radíče a Samuel z Hrádku ji snad pomohli s jeho udržením. Obnovený soud se konal na počátku roku 1489. Ale bývalý konšel, purkmistr a podkomoří již nestihl ukončit tuto soudní při. Dne 28. ledna 1488 zemřel. Jeho odchod byl zaznamenán ve Starých letopisech českých, kde se v zápisu anonymního autora odrážela jeho poslední léta podkomořího, kdy využíval tento úřad ve svůj prospěch.

## Samuelové z Hrádku
Majetek po rytíři z Hrádku a Valečova připadl jeho synům. Jiří, asi nejstarší, zdědil Valečov a Pavel domy na Starém Městě pražském. O Petrovi se mnoho zpráv nedochovalo, velmi brzy zemřel. Synové převzali otcovo jméno a začali užívat příjmí Samuel, díky němuž se odlišili od „ostatních“ z Hrádku. Na rozdíl od otce se neangažovali v politickém životě. Jiří Samuel z Hrádku je zmiňován v roce 1499 jako královský úředník na Jílovských horách a snad zemřel kolem roku 1531. Petr Samuel z Hrádku zemřel asi mezi lety 1522–1523. Jeho syn Václav Samuel z Hrádku se odstěhoval z Prahy do tvrze na Stakorech. Na přelomu šedesátých a sedmdesátých let 16. století zemřel a jeho smrtí tak skončil rod Samuelů z Hrádku.